# Epilobium parviflorum
Epilobium parviflorum Schreb. es una especie de planta perteneciente a la familia  Onagraceae.

## Descripción
Epilobium parviflorum difiere de Epilobium hirsutum en tener hojas cuneadas en su base y débilmente dentadas, con flores más pequeñas de pétalos muy mellados rosa-morado pálido, de 6-9 mm. Tallo robusto, de pelo lanoso, de hasta 75 cm Hojas oblongas a lineal-lanceoladas, las superiores alternas. Florece en el verano. 

## Hábitat y distribución
Habita en lugares húmedos, en fuentes, cascadas de arroyos de montaña, en toda Europa, excepto Islandia.